# رشته کوه سنجار
رشته‌کوه سنجار، مجموعه کوه‌هایی واقع در عراق است و ۱۰۰ کیلومتر امتداد دارد. این رشته‌کوه از شرق به غرب امتداد دارد و از دشت‌های شرق آغاز می‌شود و تا شمال غربی عراق ادامه دارد. ارتفاع این رشته‌کوه در بالاترین نقطه، ۱۴۶۳ متر است. بیشتر این رشته‌کوه در استان نینوای عراق واقع شده‌است و بخش غربی و کوتاتر این رشته‌کوه در سوریه واقع شده‌است. شهر سنجار در عراق در جنوب دامنه این رشته کوه واقع شده‌است. این کوه در نزد ایزدیان، مقدس قلمداد می‌شود.

## تاریخچه

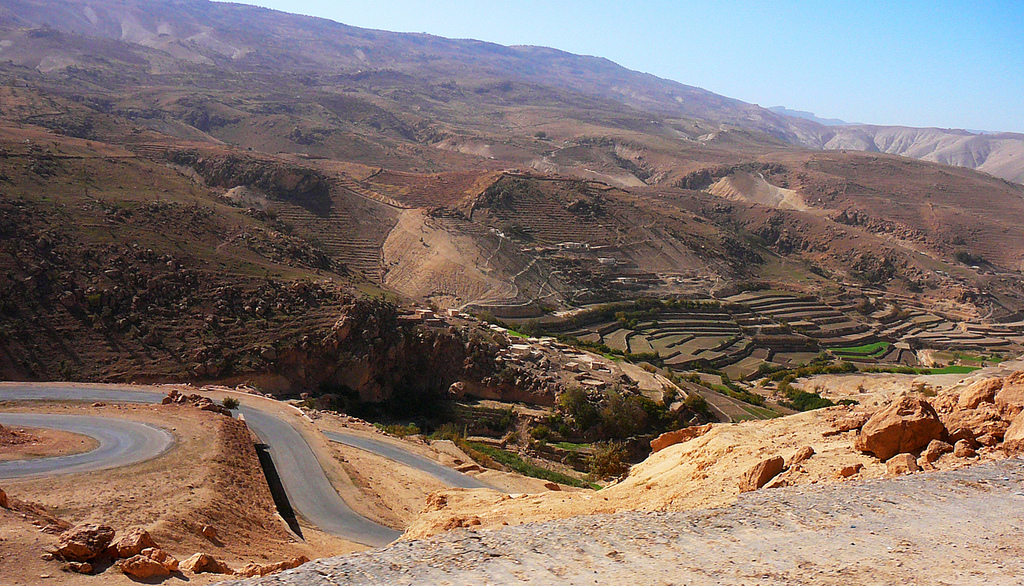
کشاورزی در دامنه‌های رشته‌کوه سنجار

این رشته‌کوه، در طول تاریخ، به عنوان مرزهای برخی امپراتوری‌ها محسوب شدند و بارها در بین حکومت‌ها بر سر تملک بر این کوه‌ها کشمکش‌هایی صورت گرفته‌است. اشکانیان در سال ۵۳۸ پیش از میلاد، این کوه را از آشوریان اشغال کردند و امپراتوری روم، کوه‌ها را در سال ۱۱۵ پس از میلاد، از اشکانیان بازپس گرفت. از سال ۳۶۳ میلادی، و پس از جنگ‌های بیزانس و ساسانی، کوه‌ها در مرز ایران و امپراتوری بیزانس، به عنوان مرز قرار گرفت. با حضور حکومت ساسانی در این منطقه، به مرور آئین زرتشتی به منطقه وارد شد. در قرن چهارم میلادی، مسیحیان در این کوهستان، جای خود را تثبیت کردند به طوری که سنجار به عنوان بخشی از منطقه تحت حمایت مسیحیان نسطوری قرار گرفت. از اواخر قرن پنجم میلادی، دامنه این کوه‌ها در عراق، محل سکونت بنی تغلب، یکی از قبایل مهم عرب بوده‌است.
این منطقه در سال‌های بین ۶۳۰ تا ۶۴۰ توسط مسلمانان فتح شد و تحت حاکمیت اسلامی قرار گرفت. ساکنان مسیحی منطقه در این دوران، آزاد بودند تا مسیحی باقی بمانند ولی در قبال این تصمیم، موظف به پرداخت مالیات (جزیه) شدند. از این رو مسیحیت در این منطقه به مرور زمان رو به زوال گذاشت. مسعودی، این منطقه را محل سکونت گروهی از خوارج گزارش کرده‌است.
در اوت ۲۰۱۴، حدود ۴۰ تا ۵۰ هزار ایزدی از ترس حملات داعش، به شهر سنجار گریختند؛ اما در ۳ اوت، این شهر به دست داعش سقوط کرد و اهالی شهر، به کوه‌های منطقه فرار کردند. نبود منابع آب و غذا، پناهگاه و ترس و اضطراب سبب شد تا گروهی از فراریان به شهر بازگشته و به اسارت داعش درآیند. در این حمله داعش به منطقه، یک نسل‌کشی در خصوص ایزدیان صورت گرفت و نزدیک به ۷۰۰۰ زن ایزدی، به عنوان برده نزد داعش ماندند. تعداد کشته‌شدگان این حمله داعش، ۵۰۰۰ نفر گزارش شده‌است.